# Marguerite Chapuy
Marguerite Chapuy (Bordeus, França, 21 de juliol de 1852 - Dijon, 23 de setembre de 1936) fou una soprano operística francesa, filla d'un antic ballarí de l'Opéra. La seva curta carrera professional es va concentrar a París, però va incloure aparicions a Londres. Va crear diversos papers a l'Opéra-Comique de París.

## Biografia
Fou alumna de François-Joseph Regnier i va iniciar carrera d'actriu, però després d’un debut decebedor al teatre de vodevil es va decidir pel teatre líric. Va prendre classes amb Arnoldi (el seu primer professor havia estat Belloni) i durant la guerra francoprussiana de 1870 es va traslladar a Brussel·les, on va continuar els seus estudis vocals, seguits d’aparicions escèniques a Rennes.
El 1872, Chapuy va cantar Susanna a Le nozze di Figaro de Mozart i Haydée de Daniel Auber a l’Opéra-Comique de París. Va crear el paper de Philomène de Le roi l'a dit de Léo Delibes el 24 de maig de 1873. El març de 1874 va cantar Mignon d'Ambroise Thomas.
Va ser convidada per Mapleson a cantar a Londres, on el seu repertori a incloure Zerlina de Don Giovanni de Mozart, Susanna de Le nozze di Figaro, Rosina d'Il barbiere di Siviglia de Gioachino Rossini i el paper principal de Lucia di Lammermoor de Gaetano Donizetti.
Va cantar el paper de Rose Friquet a la representació número 100 de Les dragons de Villars d'Aimé Maillart el 17 de maig de 1874 i Jeanette a la representació número 500 de Les noces de Jeannette de Victor Massé el 18 de gener de 1875 a la Salle Favart.
La interpretació més notable de Chapuy va ser la creació del paper de Micaela de l'òperaCarmen de Georges Bizet, el 3 de març 1875.
A continuació va cantar Rosina de Il barbiere di siviglia el juliol de 1875 al Drury Lane Theatre de Londres. Més tard, aquell mateix any, va cantar Rose de Mai en la reestrena de Le val d'Andorre de Fromental Halévy el 14 d'octubre, i Késie de Le calife de Bagdad de François-Adrien Boieldieu el 18 de desembre, en la commemoració del centenari del naixement del compositor.
En l'estrena de l'òpera còmica Les amoureux de Catherine d'Henri Maréchal del 8 de maig de 1876, Chapuy va cantar el paper de Catherine. Després va cantar Baucis a la primera representació de la versió en dos actes de Philoun et Baucis de Charles Gounod, el 16 de maig de 1876.
Del 1874 al 1876, Chapuy va cantar la part de soprano solista en les representacions anuals de la Novena simfonia de Beethoven oferides per la Societat de Concerts del Conservatori de París.
El 1876 es va casar a Notre-Dame-de-Lorette de París amb el militar Louis André (1838-1913), general de divisió de l'exèrcit francès, retirant-se poc després dels escenaris.